# Université catholique du Graben
Université catholique du Graben är ett universitet i Butembo i Kongo-Kinshasa. Det grundades 1989 av romersk-katolska kyrkan. Det är ett av 16 universitet i landet som 2021 fick fortsatt rätt att undervisa i medicin.